# Xochipilli

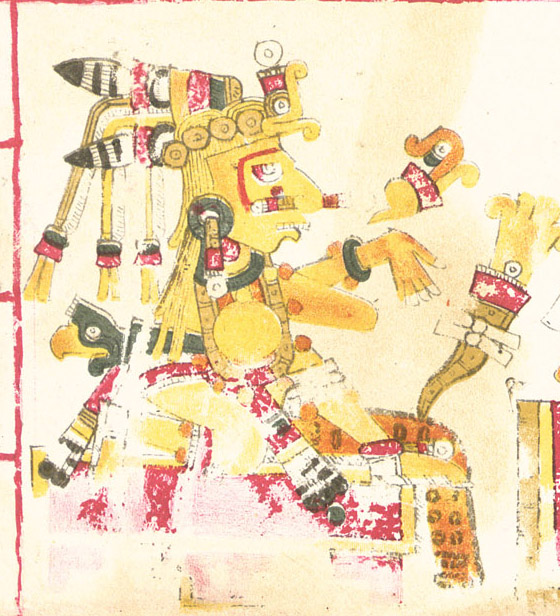
Xochipilli

Xochipilli [ʃot͡ʃi'pil ː i] ou Macuilxochitl era o deus asteca da música, do amor, da arte, jogos, beleza, dança, juventude e flores na mitologia asteca . Seu nome contém as palavras  Nahuatl Xochitl ou Xochi ("flor") e pilli (ou "príncipe" ou "criança") e, portanto, significa "príncipe das flores". Como o patrono da escrita, da música e da pintura, ele foi chamado Chicomexochitl "Sete-flores". Sua irmã gêmea era Xochiquetzal, da qual era inseparável.Como um dos deuses responsáveis pela fertilidade e produtos agrícolas, ele também foi associado com Tlaloc (Deus da chuva), e Cinteotl (deus do milho). Xochipilli corresponde ao Deus Milho tonsurado entre os maias clássicos.